# Saison 2 des Bracelets rouges
Chronologie
Saison 1 Saison 3
Cet article présente les épisodes de la deuxième saison de la série télévisée française Les Bracelets rouges.
Après une saison 1 qui a cartonné avec 6 millions de téléspectateurs en France, TF1 a fait le choix d'une deuxième saison. Une nouvelle patiente fait son apparition : Louise. Les adolescents déjà présents dans la saison 1 font face au deuil à la suite de la mort de Sarah. La saison commence juste après sa disparition.

## Acteurs principaux
Les acteurs principaux sont : 
- Tom Rivoire : Clément
- Audran Cattin : Thomas
- Azize Diabaté Abdoulaye : Medhi
- Mona Berard : Louise
- Louna Espinosa : Roxane
- Marius Blivet : Côme

## Liste des épisodes

### Épisode 1
- France :  11 mars 2019 sur TF1

- France : 5,368 millions de téléspectateurs (22,6 % de part de marché)

### Épisode 2
- France :  11 mars 2019 sur TF1

- France : 4,7 millions de téléspectateurs (24 % de part de marché)

### Épisode 3
- France :  18 mars 2019 sur TF1

- France : 4,914 millions de téléspectateurs (20,6 % de part de marché)

### Épisode 4
- France :  18 mars 2019 sur TF1

- France : 4,6 millions de téléspectateurs (23,1 % de part de marché)

### Épisode 5
- France :  25 mars 2019 sur TF1

- France : 4,984 millions de téléspectateurs (20,2 % de part de marché)

### Épisode 6
- France :  25 mars 2019 sur TF1

- France : 4,64 millions de téléspectateurs (24,2 % de part de marché)

### Épisode 7
- France :  1er avril 2019 sur TF1

- France : 5,676 millions de téléspectateurs (24 % de part de marché)

### Épisode 8
- France :  1er avril 2019 sur TF1

- France : 5,14 millions de téléspectateurs (26 % de part de marché)

## Réception critique
Le magazine Moustique se demande si, malgré le succès, il fallait donner une suite à la première saison : « Le danger était que la série devienne un soap, une série d'intrigues enchaînées, dont l'accumulation émousse l'émotion pour la faire rentrer dans les habitudes. C'était sans compter la magie du casting et ce détail qui change tout : Les bracelets rouges est basé sur une histoire vraie. Et il n'y pas meilleur scénariste que la vie. »